# Sotogrande
Sotogrande est une zone d'urbanisation côtière et un port de plaisance, initiée en 1964, sur la commune de San Roque (Andalousie, Espagne) au nord de Gibraltar.
Actuellement, c'est une station balnéaire ouverte dans la municipalité de San Roque. Situé à 25 km au nord-est de Gibraltar, Sotogrande occupe une superficie de 25 kilomètres carrés entre la mer Méditerranée et les contreforts de la Sierra Almenara, offrant une vue contrastée sur la mer, les collines, les forêts de pins et les fairways verts, y compris le Rocher de Gibraltar et le Maroc.
On y trouve notamment le Valderrama Golf Club (en).

## Galeries

### Plan

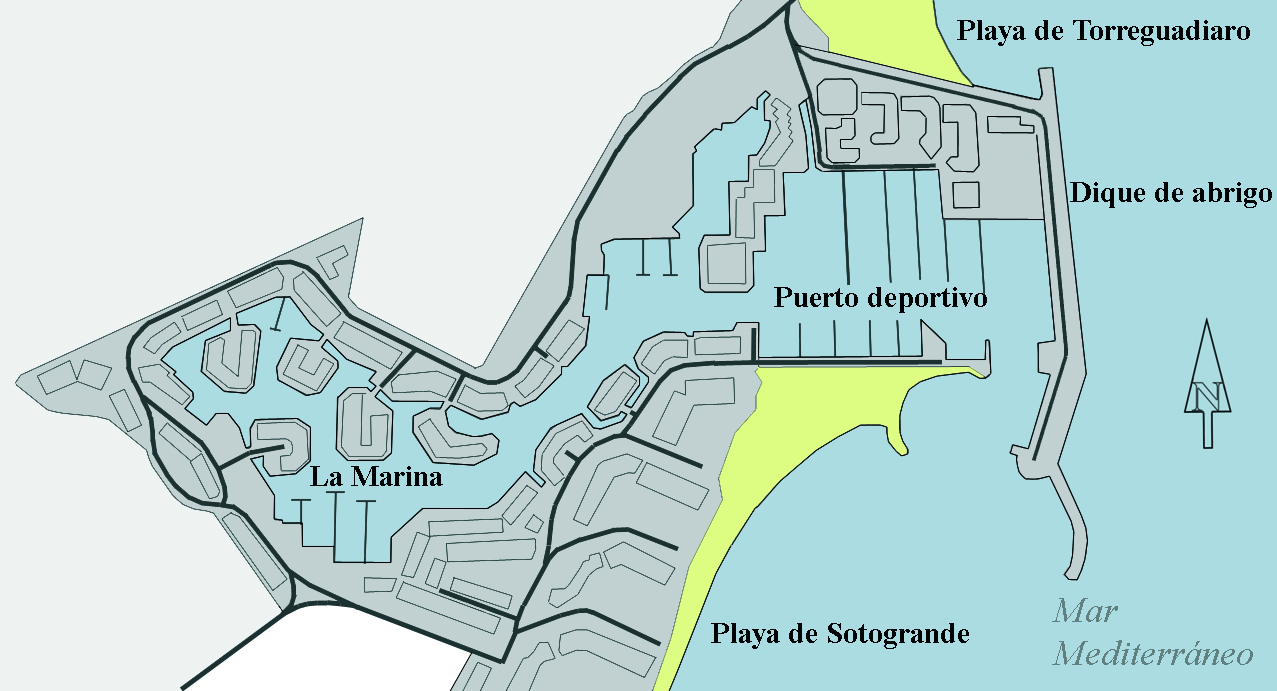
Plan (en espagnol)
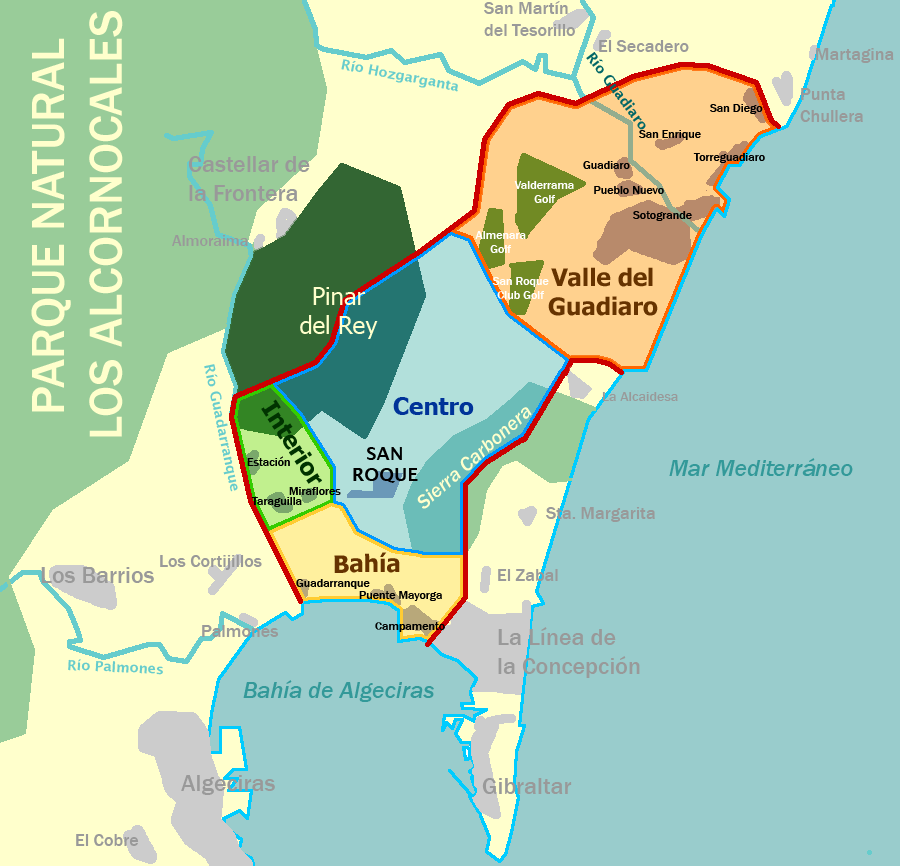
Plan du secteur San Roque Barriadas

### Galerie photos

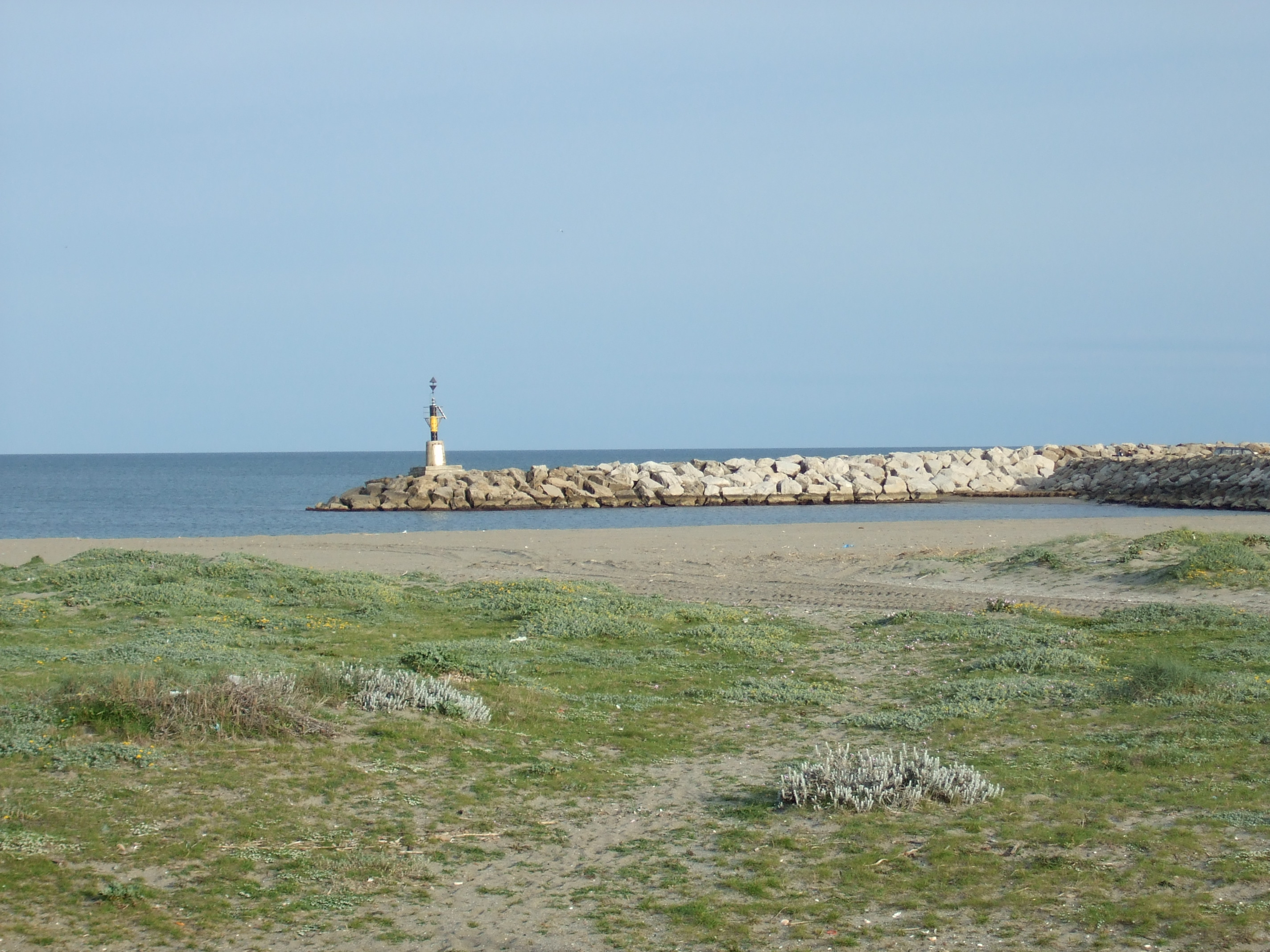
Plage de Sotogrande
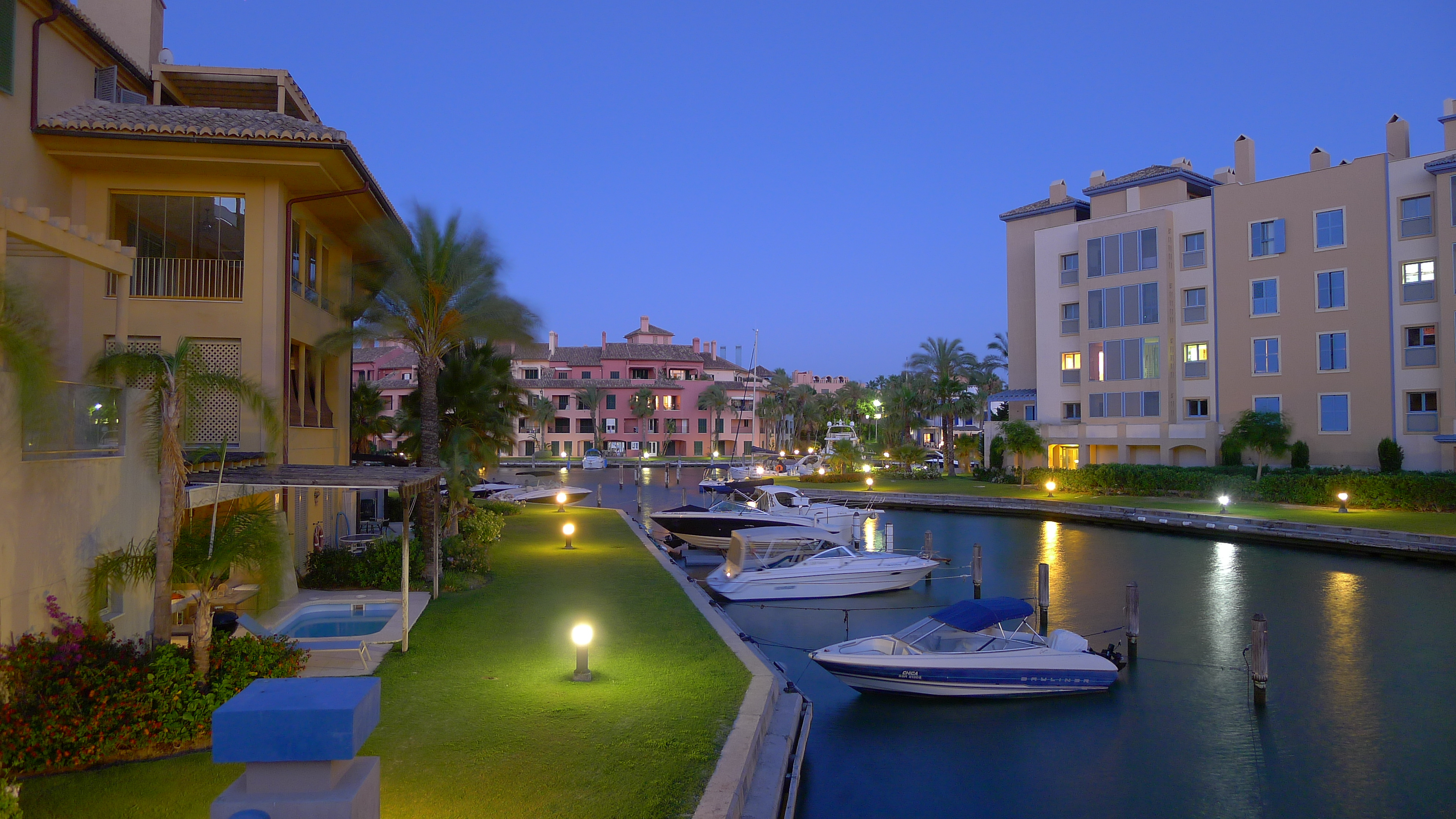
Vue du Port
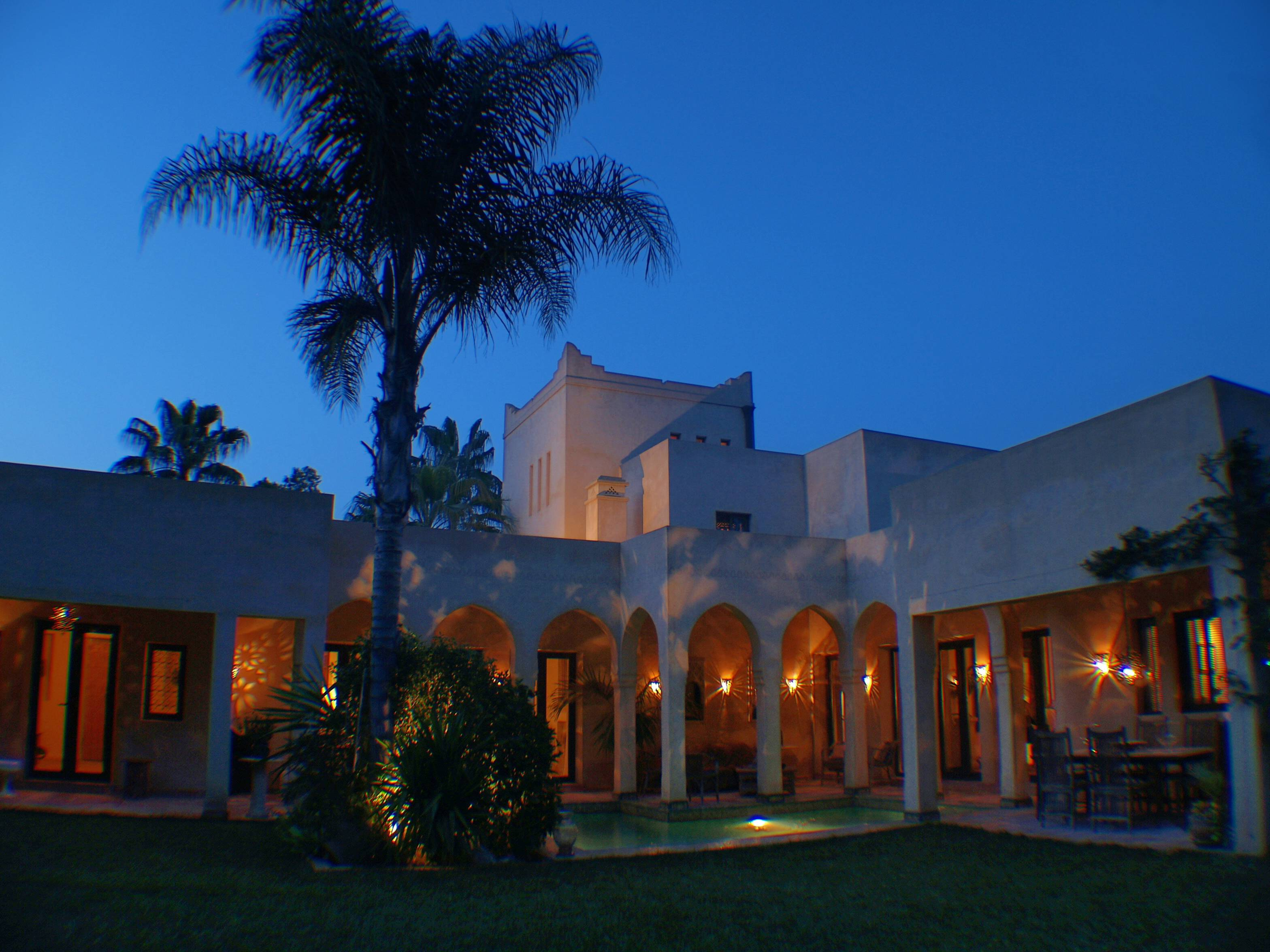
Construction moresque à Sotogrande
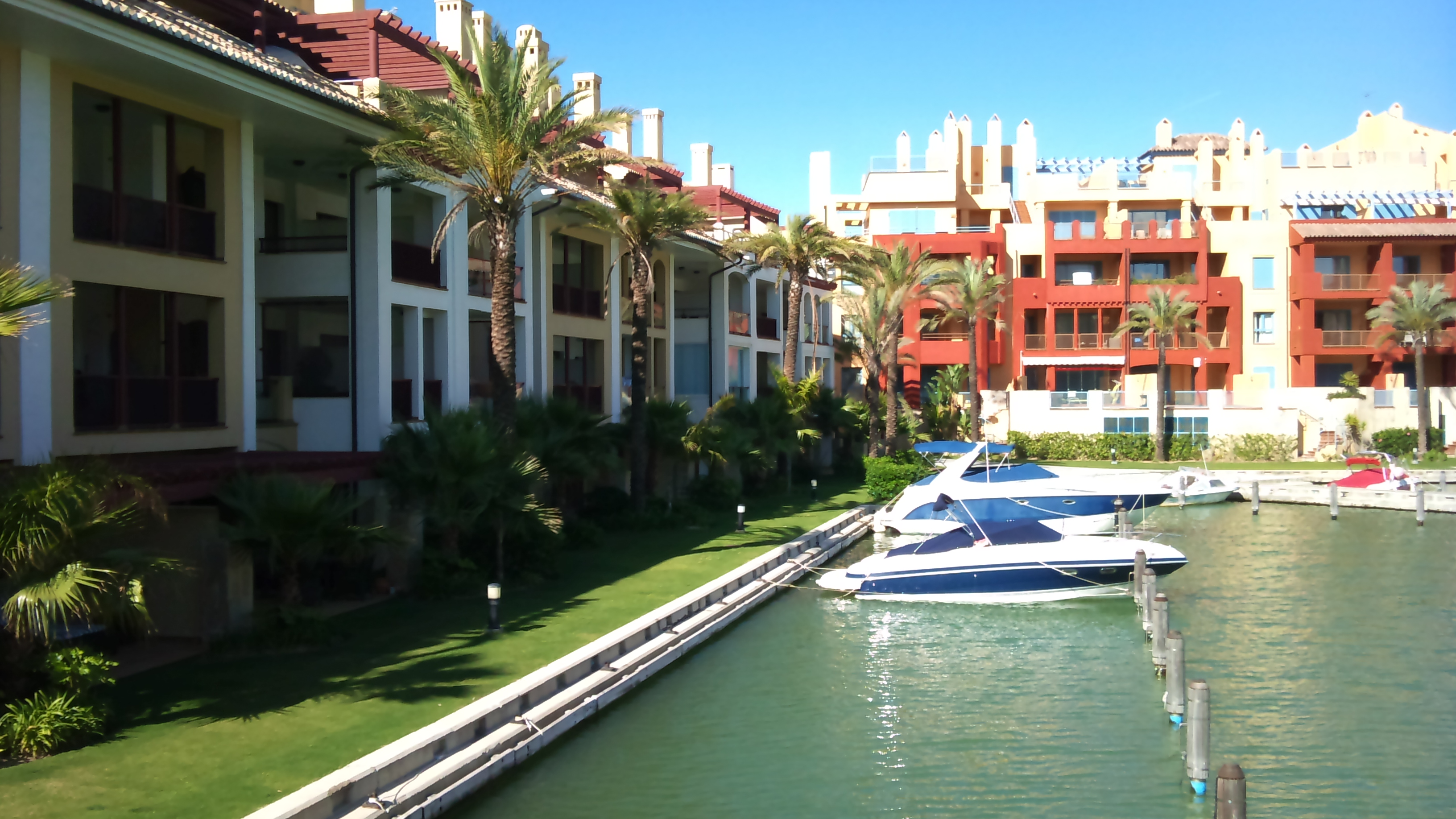
Vue de la Marina
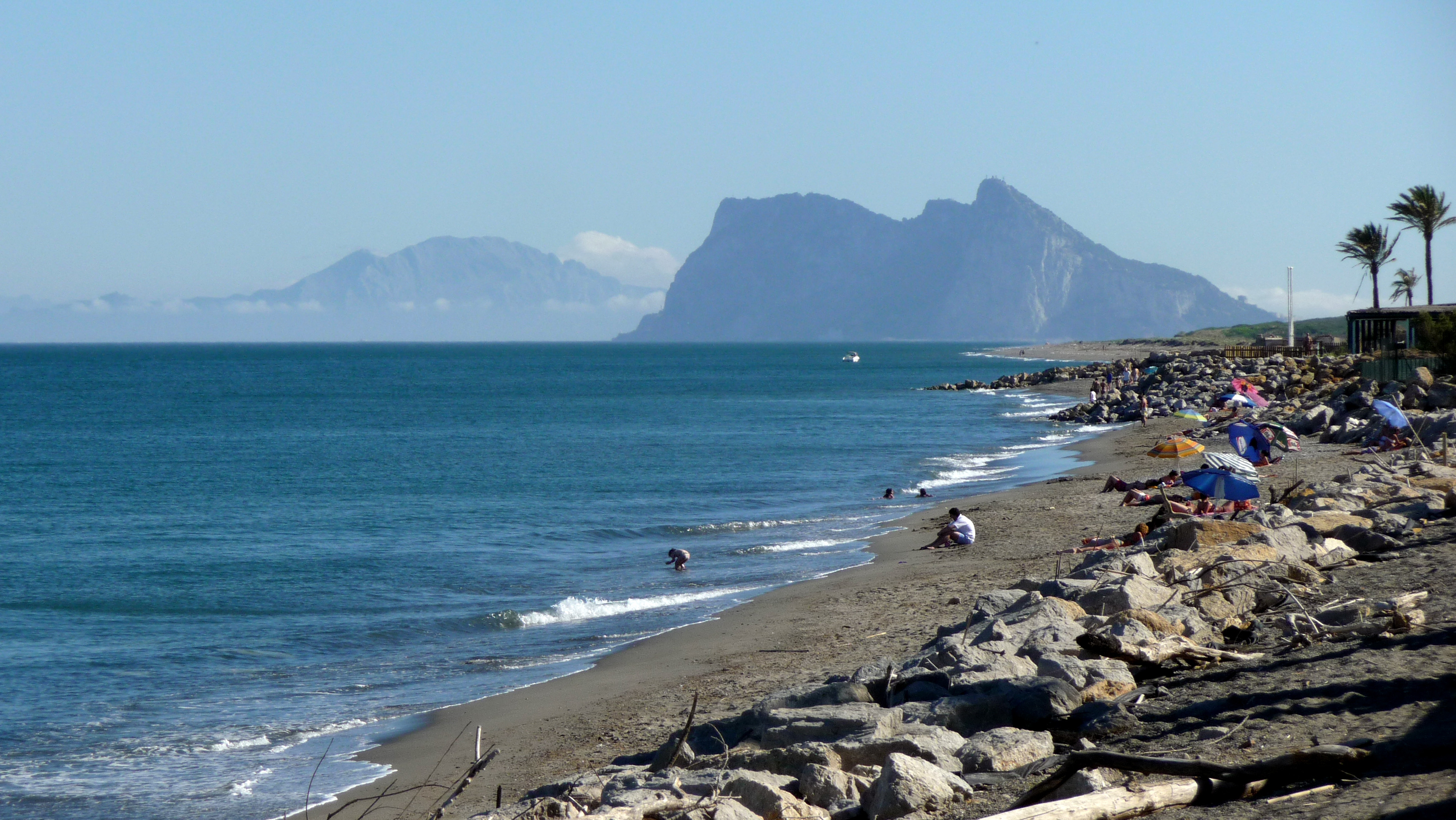
Vue de Gibraltar  et du Maroc depuis Sotogrande